# Jean-Baptiste Grou (1659-1740)
Ne doit pas être confondu avec son fils Jean-Baptiste Grou (1708-1756).
Jean-Baptiste Grou, né en 1659 à Paris et mort en 1740 à Nantes, est un armateur nantais de la fin du XVIIe et du XVIIIe siècle. Il aura deux fils, également armateurs, Jean-Baptiste et Guillaume.

## Biographie
Jean-Baptiste Grou est le fils de Guillaume Grou, marchand bourgeois de Paris, juré chargeur de bois, et de Madelaine Verseau. Entre 5 et 10 ans, il est élevé dans un petit village proche d'Amsterdam.
En 1679, il s'installe à Nantes et devient un négociant notable de la ville.
En 1694, il épouse une Nantaise, Marie-Marthe Lucas, fille de Julien Lucas, seigneur de la Martinière, négociant, et de Michelle Despinoze, d'une famille de négociants nantais d'origine espagnole dont il aura plusieurs enfants, notamment :
- Thérèse, épouse de Pierre Gilles Prud'Homme, sieur de Fontenay, juge-garde du dépôt de sel de Nantes ;
- Guillaume, né en 1698, aussi négociant et armateur, le plus important de la famille ;
- Madeleine, épouse de Michel Sarrebourse d'Audeville, sieur des Ormes, négociant ;
- Louis, né en 1707, négociant armateur et grand juge consul de Nantes, qualifié comme négociant au moment de son mariage en 1737[6], mais qui ne paraît pas très actif par la suite ;
- Jean-Baptiste, né en 1708 (infra).

Il occupe les fonctions de juge consul et d'échevin de la ville.
Il est lié à des notables nantais, comme Guillaume Handrix, échevin de Nantes, parrain de son fils Jean-Baptiste I (1699-1707) et de sa fille Marthe-Eulalie (née en 1710) ainsi qu'à la famille Michel, avec à la fin du XVIIe et au début du XVIIIe siècle Pierre Michel, parrain de sa fille Thérèse (née en 1697) et à la famille Despinoze.
Jean-Baptiste Grou a des parents dans les affaires à Paris, en particulier son frère Pierre, marchand, parrain de Michelle Grou en 1695 ; il est en relation avec d'autres hommes d'affaires parisiens, comme Charles Mercier, banquier, parrain de sa fille Marie, ou Mathurin Bourlier, marchand, parrain de Mathurin en 1704.
Il a un autre frère, Jacques, négociant, dont le fils Jacques Grou de Sénicourt (1702-1774) est installé à Nantes lui aussi comme négociant et où il est administrateur (trésorier) du Sanitat.